# TR-069
TR-069 (сокращение от англ. technical report 069) — спецификация удалённого управления абонентским оборудованием через Интернет, описывающая протокол CWMP (аббревиатура от англ. CPE WAN management protocol).
Стандарт TR-069 опубликован в мае 2004 года консорциумом DSL Forum (с 2008 года — Broadband Forum).

## История
История версий:
- май 2004 года: принятие TR-069;
- 2006 год: принятие поправок (англ. amendments);
- 2007 год: принятие поправок;
- 2010 год: принятие поправок;
- июль 2011 года: принятие поправок и выпуск спецификации CWMP версии 1.3[1];
- ноябрь 2013 года: принятие поправок и выпуск спецификации CWMP версии 1.4[2].

## Описание
Цель стандарта — стандартизация и унификация принципов и подходов к управлению оборудованием абонентов/клиентов, выпускаемых различными производителями.

## Протокол CWMP
Протокол CWMP определяет процедуру взаимодействия устройств через Интернет, передачи данных между ними и получение ими команд от головного сервера или с консоли администратора, который работает в веб-браузере, поддерживающем HTML5.
CWMP = CPE WAN Management Protocol = Customer Premises Equipment Wide Area Network Management Protocol (протокол управления абонентским оборудованием в глобальной сети).
- CPE (англ. Customer Premises Equipment) — оборудование, установленное в помещении абонента/клиента.
- WAN (англ. Wide Area Network) — компьютерная сеть, охватывающая большие территории и включающая в себя большое число компьютеров.
- Management Protocol — протокол управления.

Протокол CWMP описан в TR-069 и предназначен для удалённого управления абонентским оборудованием через глобальную компьютерную сеть. Он имеет архитектуру «клиент-сервер» и использует протокол HTTP с SSL для обмена данными между клиентом и сервером.
CWMP — протокол прикладного уровня модели OSI, используемый стек протоколов:
Физический уровень → Канальный уровень → IPv4/IPv6 → TCP → SSL/TLS → HTTP → SOAP → CWMP
CWMP передаёт данные с использованием протокола SOAP (англ. Simple Object Access Protocol), который использует протокол HTTP для обмена данными и формат XML для кодирования данных. Для защиты соединения используются протоколы SSL или TLS.
Согласно спецификации TR-069, у провайдера располагается сервер автоконфигурации клиенских устройств ACS (англ. Auto Configuration Server — сервер автоматической конфигурации), его задачи:
- организация взаимодействия с оборудованием абонентов/клиентов;
- обработка запросов от устройств;
- подключение дополнительных сервисов.

Сеанс протокола CWMP может быть инициирован как со стороны оборудования абонентов (клиентов) (CPE), так и со стороны сервера оператора (провайдера) (ACS).
Возможности CWMP:
- начальная настройка устройства при его загрузке и внесение изменений в настройки уже работающего устройства;
- удалённое обновление программного обеспечения устройства (прошивки);
- удалённый доступ к log-файлам и счётчикам производительности, дистанционная диагностика состояния устройства;
- удалённое выполнение хранимых процедур.

Оператор (провайдер) может выбрать оборудование абонентов/клиентов (СРЕ) для обслуживания по различным условиям, например:
- может выбрать конкретное устройство;
- может выбрать все устройства одного производителя;
- может выбрать все устройства одной модели;
- может выбрать все устройства с одной версией ПО/прошивки.

Возможность удалённого доступа имеется при любом способе приобретения устройств абонентами/клиентами:
- аренда оборудования при подписании договора;
- покупка оборудования абонентом/клиентом при подключении в виде комплекта у оператора/провайдера;
- самостоятельная покупка оборудования абонентом/клиентом (в этом случае оборудование изначально не настроено для работы в сети оператора/провайдера).